# Сілезький театр
Сілезький театр імені Станіслава Виспянського (Teatr Śląski) — театр, розташований у центрі Катовиць, що є найбільшою драматичною сценою Верхньої Сілезії.

## Відомості

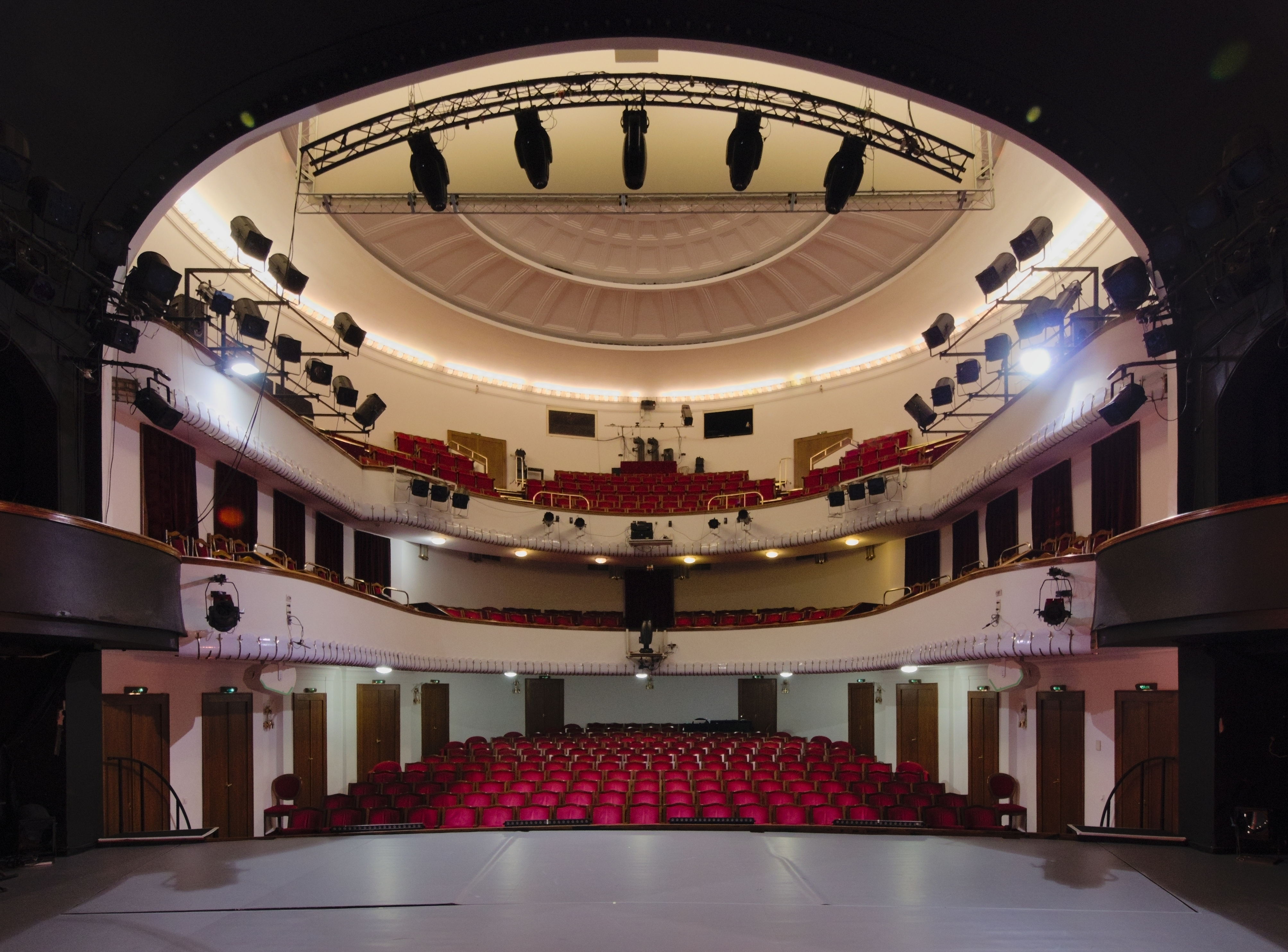
Aудиторія (2022)

Приміщення театру звели в 1905—1907 роках за проєктом Карла Моріца. Фасад театру було оздоблено фігурами з «Кільця Нібелунгів» і прикрашено надписом «Deutschem wort deutscher art» («німецьким словом німецького мистецтва»). У 1960-х роках театр перебудовувався, в 1976 на місці колишнього німецького надпису було викарбувано слова «Teatr im. St. Wyspiańskiego».
Діяльність театру розпочалася прем'єрою спектаклю Й. Ф. Шиллера «Вільгельм Тель» 1907 року. Із здобуттям Польщі незалежності з 1922 року тут діяв Польський театр, а до 1932 року функціонувала також оперна сцена. У повоєнний час до Катовиць було евакуйовано львівську драматичну трупу, повоєнні кілька років вважають його «золотим» періодом. 
Нині в театрі ставлять драматичні спектаклі, оперні спектаклі (зокрема Сілезької Опери), влаштовують виставки.